# Gaby Perin-Gopie
Gaby K. Perin-Gopie (Zoetermeer, 29 oktober 1986) is een Nederlands politica namens Volt Nederland. Sinds 13 juni 2023 is zij namens die partij fractievoorzitter in de Eerste Kamer.

## Biografie
Perin is opgegroeid in Zoetermeer en woonachtig in Den Haag. Tussen 2005 en 2009 studeerde zij psychologie aan de Universiteit Leiden. Sinds mei 2022 is zij voorzitter van het CNV Zorg en Welzijn. Hiervoor was zij werkzaam als beleidsmedewerker bij het ministerie van Onderwijs, Cultuur en Wetenschap en het ministerie van Volksgezondheid, Welzijn en Sport.
Perin was bij de Eerste Kamerverkiezingen 2023 lijsttrekker en Volt behaalde bij die verkiezingen twee zetels. Op 30 juni 2023 hield zij haar maidenspeech over het realiseren van klimaatdoelen.

## Persoonlijk
Perin woont in Den Haag, is getrouwd en heeft 2 zonen en 1 dochter.
Eddy Hartog · Gaby Perin-Gopie
Theo Bovens (CDA) · 
Johan Dessing (FVD) · 
Auke van der Goot (OPNL) · 
Alexander van Hattem (PVV) · 
Tineke Huizinga (CU) · 
Rik Janssen (SP) · 
Tanja Klip-Martin (VVD) · 
Ilona Lagas (BBB) · 
Paul van Meenen (D66) · 
Annabel Nanninga (JA21) · 
Gaby Perin-Gopie (Volt) · 
Martin van Rooijen (50+) · 
Paul Rosenmöller (GL-PvdA) · 
Peter Schalk (SGP) · 
Ingrid Visseren-Hamakers (PvdD)
- Parlement.com: vm0alt8dj2le